# Dwór w Kulicach
Dwór w Kulicach – zabytkowy, klasycystyczny dwór w Kulicach, wybudowany około roku 1848 przez Bernharda von Bismarcka, starszego brata cesarza Otto von Bismarcka, który przez wiele lat pełnił funkcję landrata (starosty) powiatu nowogardzkiego. 

## Historia
Dwór pierwotnie zaprojektowano w stylu klasycystycznym, a zbudowany został na planie podkowy z wykorzystaniem fundamentów wcześniejszej budowli. Od połowy XIX wieku dwór przeszedł liczne przebudowy i modernizacje. Obecny budynek jest bezstylowy, powiększony dobudówkami. Bezpośrednio po II wojnie światowej zespół podworski przeszedł w ręce Państwowych Nieruchomości Ziemskich, a w roku 1949 utworzono Państwowe Gospodarstwa Rolne, Kombinat Rolniczy w Nowogardzie. Znajdowało się tutaj centrum biurowe oraz mieszkania. Po likwidacji Państwowych Gospodarstw Rolnych (PGR) w latach 90. XX wieku, teren z zabudowaniami przeszedł na własność Skarbu Państwa.  

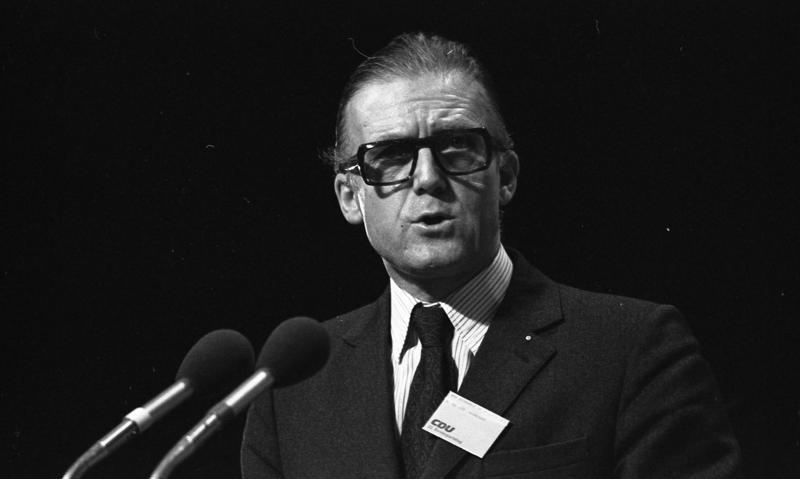
Philipp von Bismarck w 1973

W 1991 roku Philipp von Bismarck, następca ostatniego niemieckiego właściciela majątku, były przewodniczący Ziomkostwa Pruskiego i długoletni deputowany do Bundestagu i Parlamentu Europejskiego, zainteresował się Kulicami. Zaproponował on projekt przekształcenia dworu w ośrodek konferencyjny, którego celem miało być wspieranie procesu pojednania polsko-niemieckiego. W 1993 roku Agencja Własności Rolnej Skarbu Państwa wydzierżawiła dworek w Kulicach Fundatia Europea Pomerania. W latach 1994–1995 budynek był poważnie zagrożony dewastacją. Dzięki inicjatywie byłego właściciela majątku, Philipa von Bismarcka oraz staraniom fundacji „Akademia Europejska Kulice-Külz” i przy wsparciu Ministerstwa Spraw Wewnętrznych Republiki Federalnej Niemiec oraz Fundacji Współpracy Polsko-Niemieckiej dwór odrestaurowano. Otwarcie ośrodka odbyło się 23 września 1995 roku. Do 2002 roku głównym organizatorem działalności ośrodka była Fundacja Akademia Europejska Kulice-Külz. W 2002 roku zabytkowy park oraz dwór zostały przekazane na własność Uniwersytetowi Szczecińskiemu, który wraz z Fundacją kontynuował prowadzenie ośrodka do 2013 roku. W roku akademickim 2015/2016 Uniwersytet Szczeciński wznowił działalność ośrodka, który obecnie jest wspierany przez stowarzyszenie Akademia Kulice, utworzone w 2015 roku. Od 1 czerwca 2021 roku w Kulicach funkcjonuje Międzynarodowy Ośrodek Badań Interdyscyplinarnych Uniwersytetu Szczecińskiego. Organizowane tutaj konferencje dotyczą głównie wspólnej, polsko-niemieckiej przeszłości Pomorza. 

## Opis
Dwór w Kulicach jest budowlą klasycystyczną, parterowo-piętrową, murowaną i podpiwniczoną, o jedenastu osiach elewacji. Budynek nakryty jest dwuspadowym dachem z naczółkami. W połowie XIX wieku na osi środkowej dostawiono arkadowy ryzalit wejściowy, a ściany korpusu pokryto boniowaniem. W drugiej połowie XIX wieku dwór został rozbudowany o skrzydła północno-wschodnie i północno-zachodnie, oranżerię oraz łącznik pomiędzy korpusem głównym a skrzydłem północno-wschodnim. Elewacja północno-wschodniego skrzydła, pełniącego rolę nowej fasady, została zaakcentowana dwoma ryzalitami zwieńczonymi trójkątnymi szczytami, a drzwi i okna ozdobiono obramieniami. Wejście główne zostało przeniesione do nowego skrzydła, a dotychczasową sień przekształcono w reprezentacyjny salon z wyjściem na zewnątrz. Częściowo zachowały się elementy dawnej stolarki, futryny drzwi oraz drewniane schody, wspierane przez kanelowane kolumny podtrzymujące belkę stropową. 
Dwór otoczony jest parkiem dworskim, w którym rośnie wiele ciekawych okazów drzew. 